# Kanton Duisburg
Der Kanton Duisburg war eine von neun im Jahr 1808 gebildeten Verwaltungseinheiten des Arrondissement Essen im Departement des Rheins des durch Napoleon errichteten Großherzogtums Berg, welches bis 1813 bestand. 
Der namensgebende Hauptort (chef-lieu) war die Stadt Duisburg.
Der Kanton war mit etwa 18.000 Einwohnern der im Arrondissement Essen bevölkerungsreichste.
Nach 1815 wurden aus dem Arrondissement die Landkreise Essen und Dinslaken gegründet, die 1823 zum Kreis Duisburg zusammengeschlossen wurden.

## Verwaltungsgliederung
| Ortschaft    | Gemeindeart | gehört heute zu                                                  |
| ------------ | ----------- | ---------------------------------------------------------------- |
| Duisburg     | Stadt       | Kreisfreie Stadt Duisburg                                        |
| Mülheim      | Stadt       | Kreisfreie Stadt Mülheim an der Ruhr                             |
| Ruhrort      | Stadt       | Kreisfreie Stadt Duisburg                                        |
| Meiderich    | Dorf        | Kreisfreie Stadt Duisburg                                        |
| Saarn        | Honnschaft  | Kreisfreie Stadt Mülheim an der Ruhr                             |
| Alstaden     | Honnschaft  | Kreisfreie Stadt Oberhausen                                      |
| Holthausen   | Bauerschaft | Kreisfreie Stadt Essen                                           |
| Eppinghofen  | Bauerschaft | Kreisfreie Stadt Mülheim an der Ruhr                             |
| Mellinghofen | Honnschaft  | Kreisfreie Stadt Mülheim an der Ruhr                             |
| Styrum       | Honnschaft  | Kreisfreie Stadt Mülheim an der Ruhr/Kreisfreie Stadt Oberhausen |
| Heißen       | Bauerschaft | Kreisfreie Stadt Mülheim an der Ruhr                             |
| Speldorf     | Bauerschaft | Kreisfreie Stadt Mülheim an der Ruhr                             |
| Broich       | Bauerschaft | Kreisfreie Stadt Mülheim an der Ruhr                             |
| Menden       | Bauerschaft | Kreisfreie Stadt Mülheim an der Ruhr                             |
| Holthausen   | Bauerschaft | Kreisfreie Stadt Mülheim an der Ruhr                             |
| Dümpten      | Bauerschaft | Kreisfreie Stadt Mülheim an der Ruhr/Kreisfreie Stadt Oberhausen |
| Fulerum      | Bauerschaft | Kreisfreie Stadt Essen                                           |
| Raadt        | Bauerschaft | Kreisfreie Stadt Mülheim an der Ruhr                             |